# Sonja Giraud
Sonja Giraud (* 6. März 1995 in Wangen im Allgäu) ist eine deutsche Fußballspielerin.

## Werdegang
Sonja Giraud, die in der Jugend für den SV Neuravensburg sowie den FC Wangen und dem TSV Tettnang Fußball spielte, wechselte im Juli 2011 zum SC Freiburg und in die 1. Bundesliga, wo sie am 18. Dezember 2011 im Heimspiel gegen den SC Bad Neuenahr ihr Debüt gab. Ihr erster Bundesligatreffer gelang ihr am 18. März 2012, als sie in der 17. Spielminute zum 1:1-Ausgleich gegen FCR 2001 Duisburg traf. Nachdem sie in drei Spielzeiten zu 21 Spielen für den SC Freiburg in der Bundesliga gekommen war und dabei 5 Tore erzielt hatte, verließ sie den Verein.
2014 wechselte Giraud an die University of San Francisco und spielte dort für die USF Dons. Nachdem Studium kehrte sie 2018 nach Europa zurück, wo sie für die schwedische Frauenfußballmannschaft Kvarnsvedens IK spielte. Anfang 2019 wechselte Giraud zum 1. FC Köln in die 2. Bundesliga und stieg mit der Mannschaft zum Saisonende in die erste Liga auf.

### Persönliches
Giraud absolvierte von 2014 bis 2018 an der University of San Francisco ein Studium, welches sie mit einem Bachelor in International Business abschloss.